# Astrogeodäsie
Unter Astrogeodäsie bzw. Geodätische Astronomie, genannt auch Astronomische Geodäsie, versteht man jene Methoden der Geodäsie und Astrometrie, bei denen Messungen zu Gestirnen und anderen extraterrestrischen Zielen vorgenommen und die Koordinatensysteme der Sphärischen Astronomie verwendet werden.
Zentrale Aufgabe ist dabei die Bestimmung von Lotrichtungen (Lotabweichungen) und anderen Richtungen des Erdraums in einem erdfesten Bezugssystem. Die Positionen („Örter“) der Himmelskörper sind in einem zälestischen oder Himmelskoordinatensystem festgelegt oder zu bestimmen. Die Beziehung der beiden Systeme hängt mit der Stellung der Erde im Weltraum zusammen, vor allem der Erdrotation.

## In Frage kommenden Gestirne
- Fixsterne, vor allem präzise vermessene Fundamentalsterne, und für die praktische Geodäsie
- insbesondere der Polarstern (Polaris, Pole Star)
- die Sonne (u. a. zur genauen Orientierung von Vermessungsnetzen)
- helle Planeten und der Erdmond

Ergänzend werden auch Messungen zu künstlichen Erdsatelliten (Satellitengeodäsie) und zu Quasaren (Kosmische Geodäsie) verwendet, weil sich astronomische Geodäsie und Astrometrie etwas überschneiden.
Dabei werden auch verschiedene Methoden der Entfernungsmessung und präzisester Zeitmessung eingesetzt.

## Bedeutung astro-geodätischer Verfahren
Die Ziele dieser Messungen sind sehr vielfältig:
- Verfeinerung der terrestrischen Bezugssysteme
- Bestimmung des Geoids (Astrogeoid, astr. Nivellement)
- Bestimmung von Strukturen und Dichte in der oberen Erdkruste
- Versteifung und bessere Genauigkeit von Vermessungsnetzen
- Orientierung von Polygonzügen in der Ingenieurgeodäsie
- Überwindung von Sichthindernissen (Bauwerke, Wald, verlorene Festpunkte)
- Unabhängige Navigation durch Astronomische Standlinien
- Beiträge zum raumfesten Koordinatensystem und zur
- laufenden Bestimmung von Parametern der Erdrotation.

## Messinstrumente
Die verwendeten Messinstrumente sind – wie in anderen Teilgebieten der Geodäsie – hauptsächlich Theodolite, Tachymeter und Quarzuhren, früher auch Vakuum-Pendeluhren und präzise Chronometer.
Darüber hinaus auch kleinere bis mittelgroße Spezialinstrumente aus dem Bereich der Astronomie und Astrometrie, die entweder visuell, fotografisch oder optoelektronisch arbeiten:
- Astrolabien (z. B. Ni2-Astrolab von Zeiss, Danjon-Astrolab)
- Zenitkameras von 20 bis 100 cm Brennweite und kleinere Zenitteleskope
- Universalinstrumente
- Passageninstrumente (bis etwa 1980) und Meridiankreise
- Neu entwickelte CCD-Instrumente,
- Stereokomparatoren zur Auswertung von Fotoplatten und Filmen; Geräte der Photogrammetrie

sowie (überschneidend mit der Satellitengeodäsie und der Geophysik) einige von deren Messverfahren, z. B. mit
- Satellitenkameras
- Kinetheodolit, Gigas-Theodolit
- spezielle Scanner für Gestirne – siehe z. B. Hipparcos
- Laser-Distanzmessung zu erdnahen Satelliten (SLR)
- teilweise Pseudoranging mit GPS und künftig Galileo
- Radioteleskope für VLBI (Very Long Baseline-Interferometry)
- Richtungs- und Mikrowellen-Bahnvermessungen in der Raumfahrt
- Gezeitenpendel für Erdgezeiten und Lotrichtungsschwankungen
- Astrogravimetrische Lotabweichungs-Bestimmung (siehe Schwereanomalie).

## Bekannte Wissenschaftler
Wichtige Entwicklungen verdankt die Astrogeodäsie u. a. folgenden Forschern (in annähernd zeitlicher Abfolge):
- Tycho Brahe, James Bradley,
- Friedrich Argelander, Friedrich Wilhelm Bessel, Carl Friedrich Gauß
- Friedrich Robert Helmert, Johann Palisa, Otto von Struve, Max Wolf,
- Wilhelm Embacher, Erwin Gigas, Karl Ramsayer
- Helmut Moritz, Ivan I. Mueller, Albert Schödlbauer, Hellmut Schmid